# Brevipalpus oncidii
Brevipalpus oncidii är en spindeldjursart som beskrevs av Baker 1949. Brevipalpus oncidii ingår i släktet Brevipalpus och familjen Tenuipalpidae. Inga underarter finns listade.